# IEEE 1394
IEEE 1394, разработен от Apple под името FireWire, е стандарт за последователен (сериен) интерфейс за високоскоростен изохронен трансфер на данни.

## История и развитие
1986 г. – интерфейсът започва да се разработва от фирмата Apple. В разработването на интерфейса взимат участие компаниите: Texas Instruments, Sony, DEC (Digital Equipment Corporation), IBM и INMOS/SGS Thomson (днес STMicroelectronics).
1995 г. – международната организация IEEE, на база разработката на Apple, публикува стандарта IEEE 1394-1995 (FireWire 400). Може да предава данни със скорости 100 (S100), 200 (S200) и 400 (S400) Mbit/s чрез използване на тънък кабел от типа „усукана двойка“. Предаването на данните е в режим полу-дуплекс. Дължина на кабела до 4,5 m. До 16 кабела могат да се навържат в дейзи-верига посредством усилватели (активни повторители).
Максималната дължина на кабела с усилватели е до 72 m. Ползва 6-пинов извод. Захранващо напрежение 9 V (за лаптопи) до 25 V.
2000 г. – появява се интерфейсът IEEE 1394a-2000. Подобрява някои характеристики на интерфейса, които могат да доведат до грешки. Уеднаквява се 4-пиновия извод на Sony, така че да е напълно съвместим с 6-пиновия.
2002 г. – FireWire 800 (IEEE 1394b-2002). Позволява скорости до 786.432 Mbit/s. Предаването на данните е в режим пълен дуплекс. Изводът е 9-пинов и е съвместим с по-бавния 6-пинов на FireWire 400. Пълната версия на този интерфейс позволява скорост до 3200 Mbit/s на до 100 метра по бета или оптична връзка.
2006 г. – FireWire S800T (IEEE 1394c-2006). Позволяваща скорост до 800 Mbit/s, тази версия може да използва Ethernet-слота за осъществяване на връзка.
2007 г. – FireWire S1600 и S3200 ползват същия 9-пинов извод като при FireWire 800. Позволяват скорост съответно 1600 Mbit/s и 3200 Mbit/s. Напълно съвместим с S400 и S800.
2009 г. – Започва разработката на IEEE P1394d. Тази версия ще позволява скорост до 6.4 Gbit/s (800 MB/s).

## Технически характеристики
Към една IEEE 1394 адаптерна карта могат да бъдат свързани до 63 устройства в дървовидна структура или последователно (всяко следващо е свързано с предходното) без използване на допълнителна хъбова апаратура. 1394- контролерът се вгражда в дънната платка или се продава като отделна платка. Позволява връзка peer-to-peer. Това е комуникация между 2 устройства, които са едновременно и източник, и приемник, примерно между видеокамера и видеокамера. Интефейсът може да се включва/изключва при работещи устройства.

## Окабеляване
Стандартният кабел е с 6 жила – две двойки проводници за предаването на данните и 2 проводника за захранване. Всяка двойка проводници по спецификация трябва да е екранирана, както и целият кабел. Според спецификациите кабелът трябва да осигурява ток до 1,5 А при захранващо напрежение между 8 и 30-40 V. Тъй като към IEEE 1394 кабелите се предявяват по-високи изисквания, цената им е няколко пъти по-висока от тази на USB.
Съществува и 4-жилен вариант на FireWire кабела, който благодарение на това, че от него са премахнати двата захранващи проводника, е по-тънък, а устройствата, свързани с помощта на този тип кабел, имат собствено захранване.
Вариантът с 9 пина има 3 допълнителни жила. Едното не се използва, другите две са за заземяване на двете усукани двойки.

## Приложение
Интерфейсът IEEE 1394 е създаден за обработка на видео- и аудиоустройства – цифрови видеомагнетофони, видеокамери, телевизори, харддискове, скенери, принтери и друга професионална и битова техника. Намира широко приложение и в други сфери.

### Самолетостроене
IEEE 1394b е използван в спасителните хеликоптери. Използва се за трансфер на данни в F-22 Raptor и F-35 Lightning II(JSF) изтребители. Във F-22 Raptor интерфейсът се използва за синтезиране на информацията от всички сензори на борда и в базата в един сензор (примерно екран), за да не се претоварва пилотът. Във F-35 Joint Strike Fighter (JSF) са включени повече от 70 устройства 1394, доставящи информация за: детайли от мисиите, комуникационните системи, оръжейните системи, контрол на двигателя и контрол на полета. В безпилотния самолет за въздушен бой и разузнаване Northrop Grumman X-47B Firewire се използва като системна мрежа за управление. НАСА също го използват в совалката Space Shuttle във връзка с безопасността на астронавтите и совалката. Използва се за наблюдение на повърхността на совалката заради натрупването на отломки и лед, които могат да се окажат много опасни при излитане и връщане в атмосферата.

### Мрежоосъществяване чрез FireWire
Интерфейсът може да се използва за създаване на ад-хок компютърна мрежа. Това е мрежа, която комбинира елементите без нужда от сериозно планиране. Mac OS X, Linux, FreeBSD, Windows ME, Windows 2000, Windows XP и Windows Server 2003 поддържат мрежоосъществяване през FireWire. Може да бъде осъществена мрежа между два компютъра чрез използване на един кабел или между много компютри с използването на хъб.

### DV
Digital Video е стандартен протокол, който се използва от видеокамерите. Всички дигитални видеокамери имат Firewire интерфейс. Повечето използват 4-пинов куплунг и работят със скорост 100 Mbit/s. Протоколът има възможност и за отдалечено управление.

### IIDC
IIDC (Instrumentation & Industrial Digital Camera) е стандартът на FireWire за видео на живо. Използва се в камерата на Apple iSight.

### Автомобили
IDB-1394 Customer Convenience Port е автомобилната версия на IEEE 1394. Използва се за аудио- и видеовръзка в по-новите модели автомобили. Устройства, съвместими с FireWire, могат да се включват към превозното средство, като може да се осигури поддръжка дори за HD телевизия.

### Вятърни турбини
Звуковото наблюдение на вибрациите при предаване на мощност в задвижвани от вятъра електрическите турбини използва FireWire мрежа за събиране на информация.